# 에네르콘

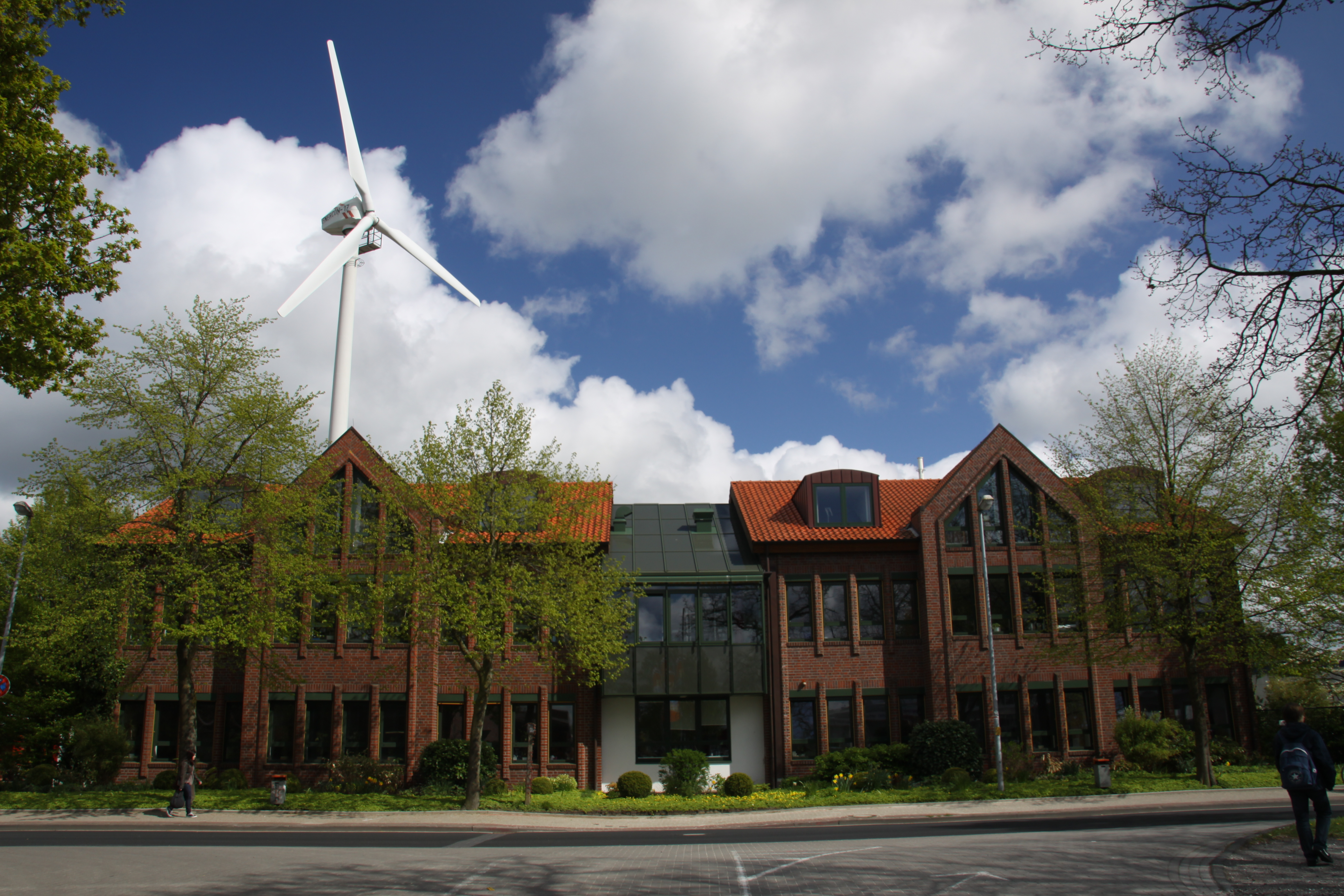
에네르콘 본사

에네르콘(Enercon)은 독일 니더작센주에 위치한 풍력 터빈 제조사이다. 1990년대 중순부터 독일의 시장 리더이다. 에네르콘은 독일(엠덴, 마그데부르크 등), 브라질, 인도, 캐나다, 튀르키예, 포르투갈에 생산 시설을 두고 있다. 2010년 6월, 에네르콘은 아일랜드의 본사를 트랠리에 둔다고 발표했다.
2017년 12월 기준으로, 에네르콘은 26,300대 이상의 풍력 터빈을 설치했고 전력 생산 용적은 43 GW를 초과한다.

## 같이 보기
- 풍력 발전